# Thomas Downey (polityk)
Thomas Joseph Downey (ur. 28 stycznia 1949 w Ozone Park w Queens) – amerykański polityk, członek Partii Demokratycznej.

## Działalność polityczna
W okresie od 3 stycznia 1975 do 3 stycznia 1993 przez dziewięć kadencji był przedstawicielem 2. okręgu wyborczego w stanie Nowy Jork w Izbie Reprezentantów Stanów Zjednoczonych.